# Evergestis nomadalis
Evergestis nomadalis là một loài bướm đêm trong họ Crambidae.